# Église Saints-Michel-et-Magne de Rome
L'église Saints-Michel-et-Magne (italien : chiesa di Santi Michele e Magno) est une église de Rome, située dans le rione Borgo, sur le Largo degli Alicorni. Elle est dédiée à saint Michel Archange et à saint Magne d'Anagni, et constitue l'église nationale des Frisons. L'église et les bâtiments annexes sont une propriété extraterritoriale du Saint-Siège. 

## Histoire
L'église Saints-Michel-et-Magne est mentionnée pour la première fois dans une bulle de Léon IV du 10 août 854. Elle remonte donc au IXe siècle et appartenait aux Frisons et à leur schola. Au haut Moyen Âge, en effet, plusieurs schola fondées sur l'ethnicité ont vu le jour dans cette zone, c'est-à-dire des associations caritatives et de bien-être envers les pèlerins venus à Rome pour visiter le tombeau de saint Pierre. La Schola des Frisons a fondé l'église et l'a dédiée à saint Michel Archange. L'église primitive a été détruite dans la lutte pour libérer Grégoire VII, entre Robert Guiscard et l'empereur germanique Henri IV, qui résidait en plein dans la schola frisonne. 
La nouvelle église a été construite au XIIe siècle et a également pris le nom de Magne d'Anagni accueillant ses reliques ; c'est à cette occasion qu'a été ajouté le clocher roman, désormais visible uniquement depuis la place Saint-Pierre. Elle a ensuite subi des rénovations au cours des siècles suivants, notamment au XVIIIe siècle par Carlo Murena, tout en conservant sa structure médiévale.

## Description

### Architecture
L'église Santi Michele e Magno se dresse sur le versant nord de la colline du Janicule. 
Le bâtiment ne donne pas directement sur la rue, mais est précédé d'une cour trapézoïdale, accessible par un double escalier: le premier, rebaptisé Scala Santa, inséré à l'intérieur d'un palais; le second, extérieur, signalé sur la rue par une arche ronde en brique surmontée d'un sanctuaire marial. L'entrée de l'église sur la cour est constituée d'un avant corps des années 1930, avec une façade à double pente en blocs de pierre; en bas, une arche ronde y ouvre et, au-dessus de celle-ci, une fenêtre rectangulaire ; la partie antérieure est couronnée par un tympan triangulaire. À droite de la façade, subsiste le clocher roman du XIIe siècle. L'intérieur de l'église est de style baroque à trois nefs, datant du XVIIIe siècle. L'église abrite la tombe du peintre allemand néoclassique Anton Raphael Mengs, mort à Rome en 1779.

### Orgues à tuyaux

#### Orgue majeur
Sur le chœur de la contre façade, soutenu par quatre colonnes de marbre, se trouve l'orgue à tuyaux, provenant de la chapelle du chœur de la basilique Saint-Pierre, construite en 1810 par Ignazio Priori. 

#### Orgue du presbytère
Au presbytère, à l'étage, se trouve un deuxième orgue à tuyaux, construit en 1992 par la société Schumacher.

## Galerie

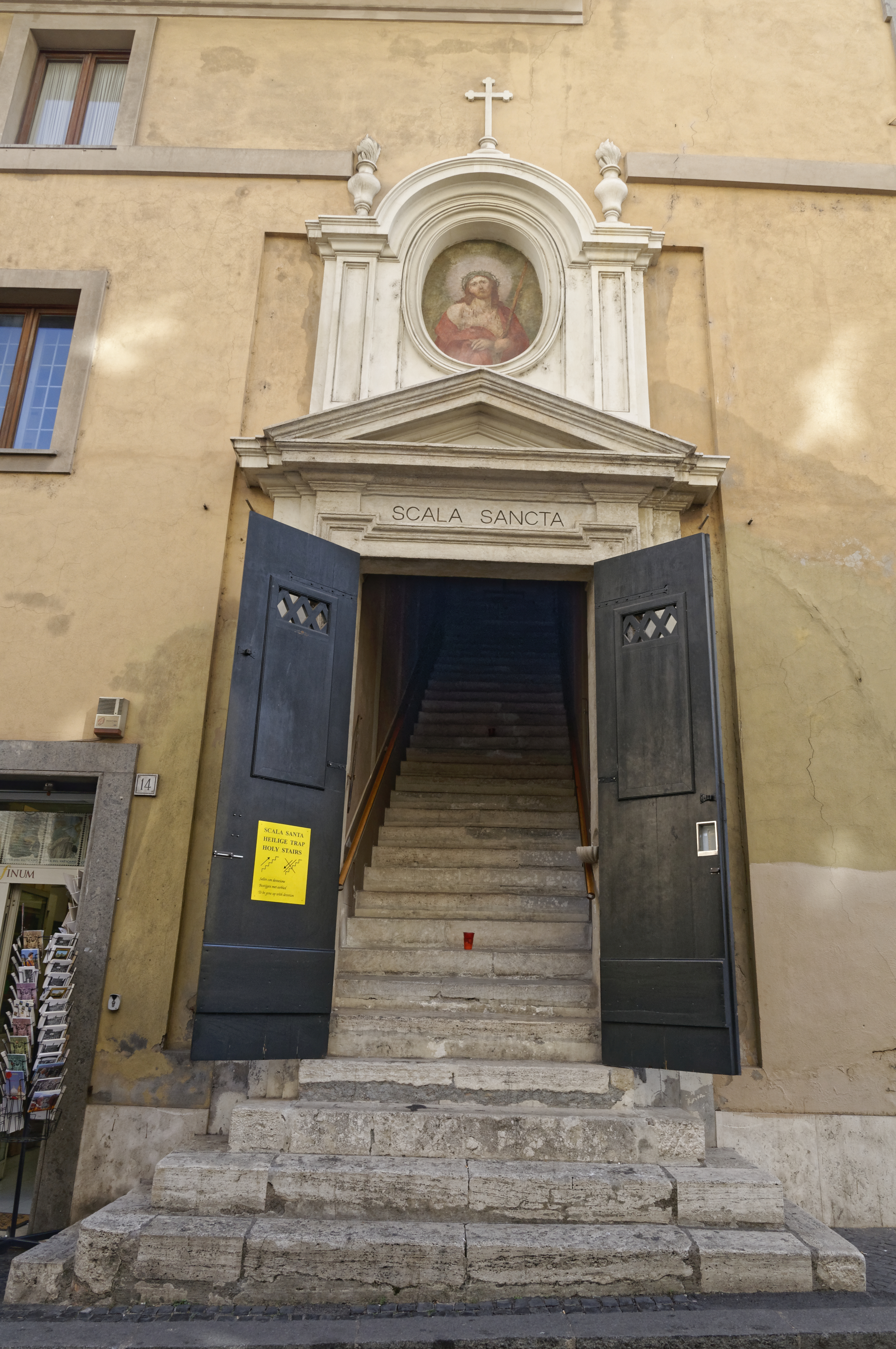
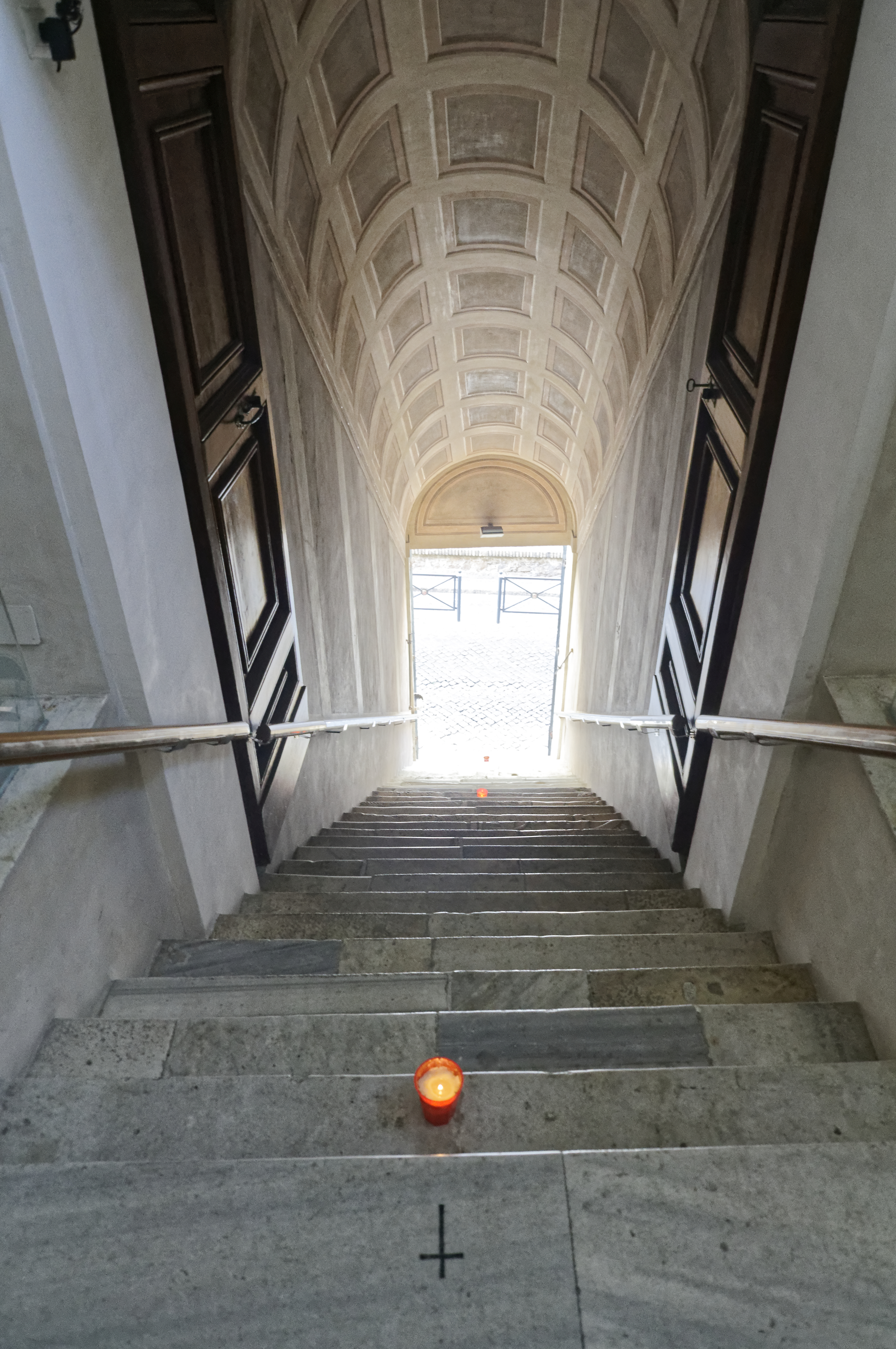
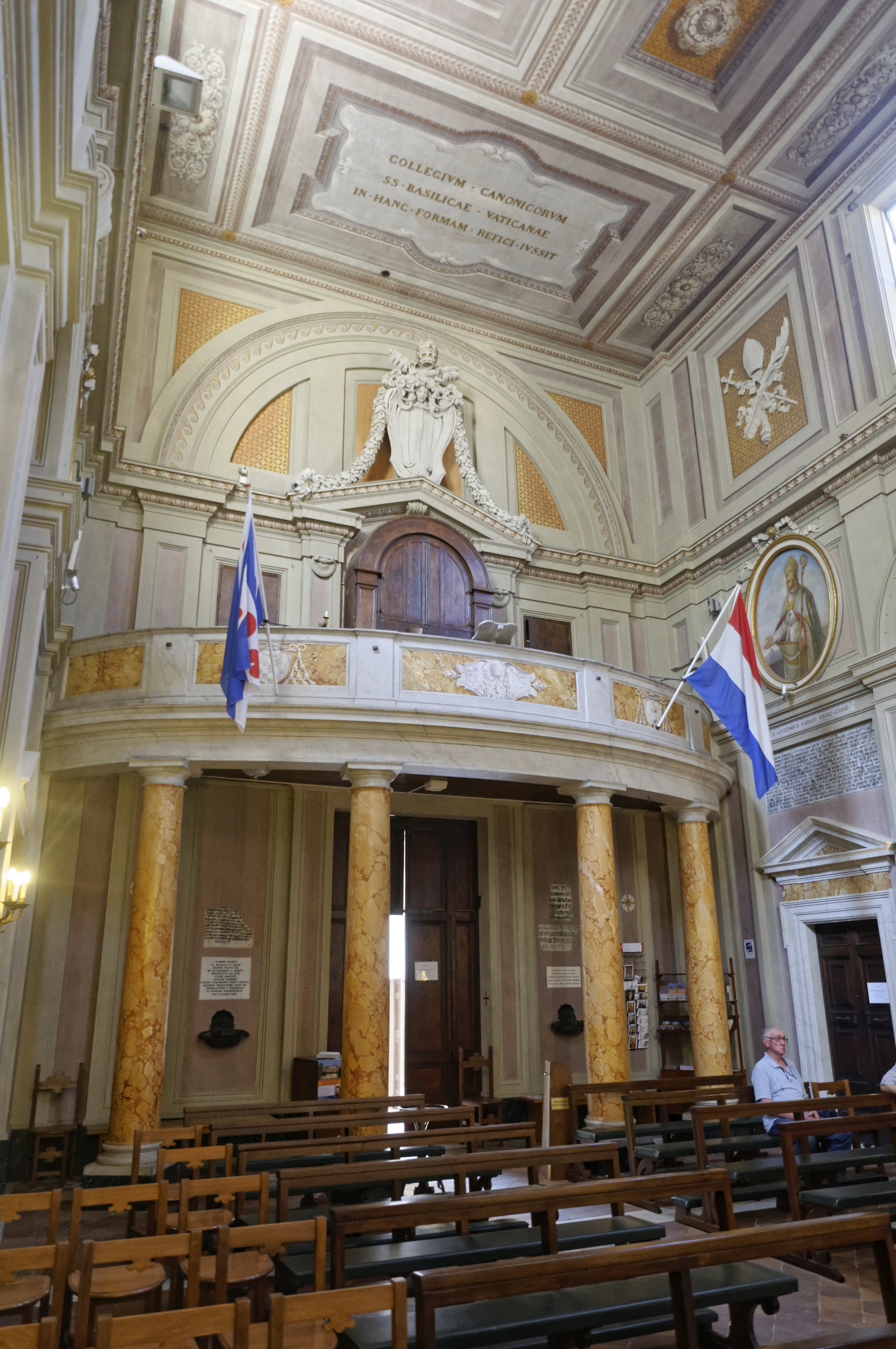
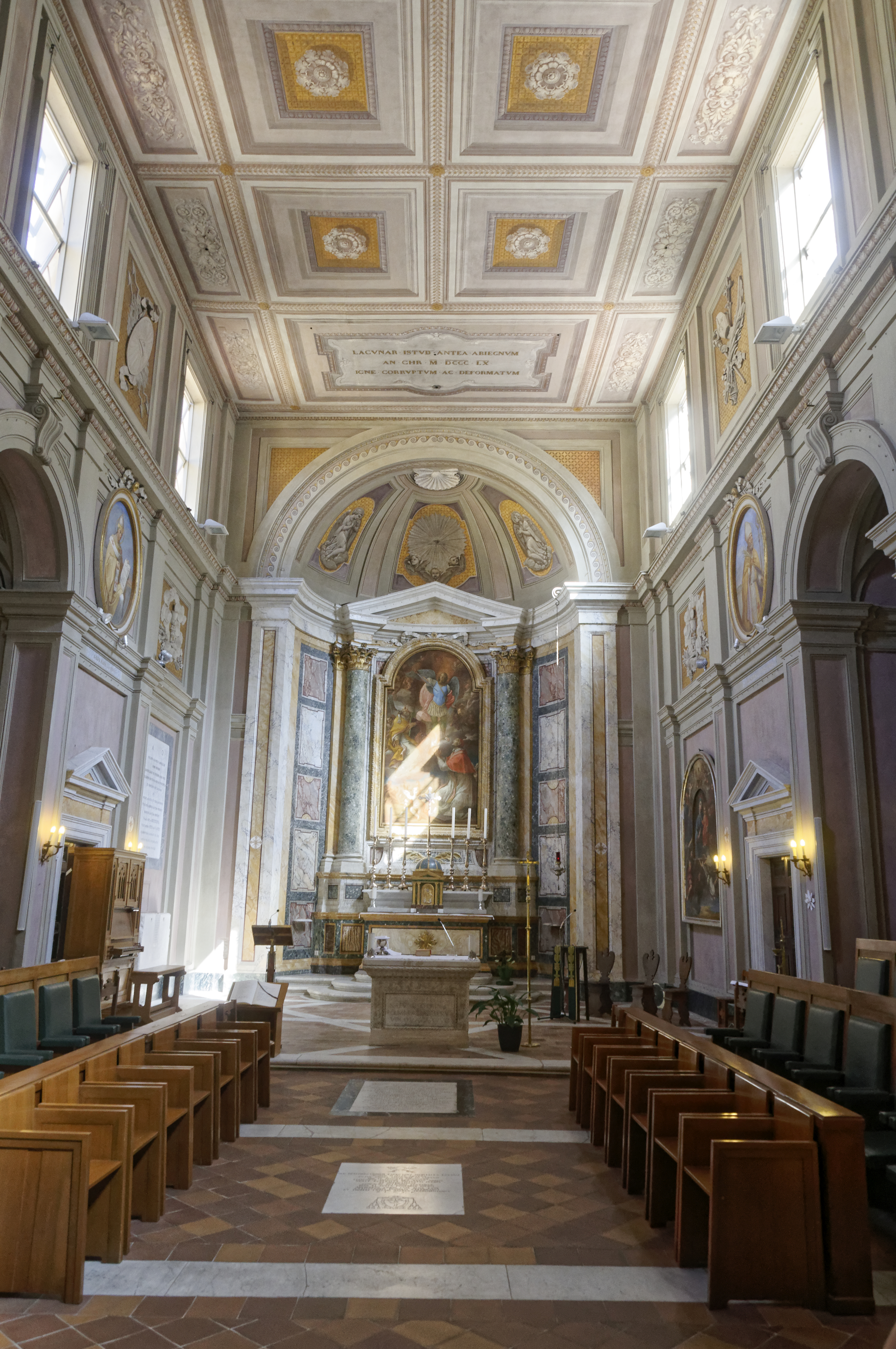
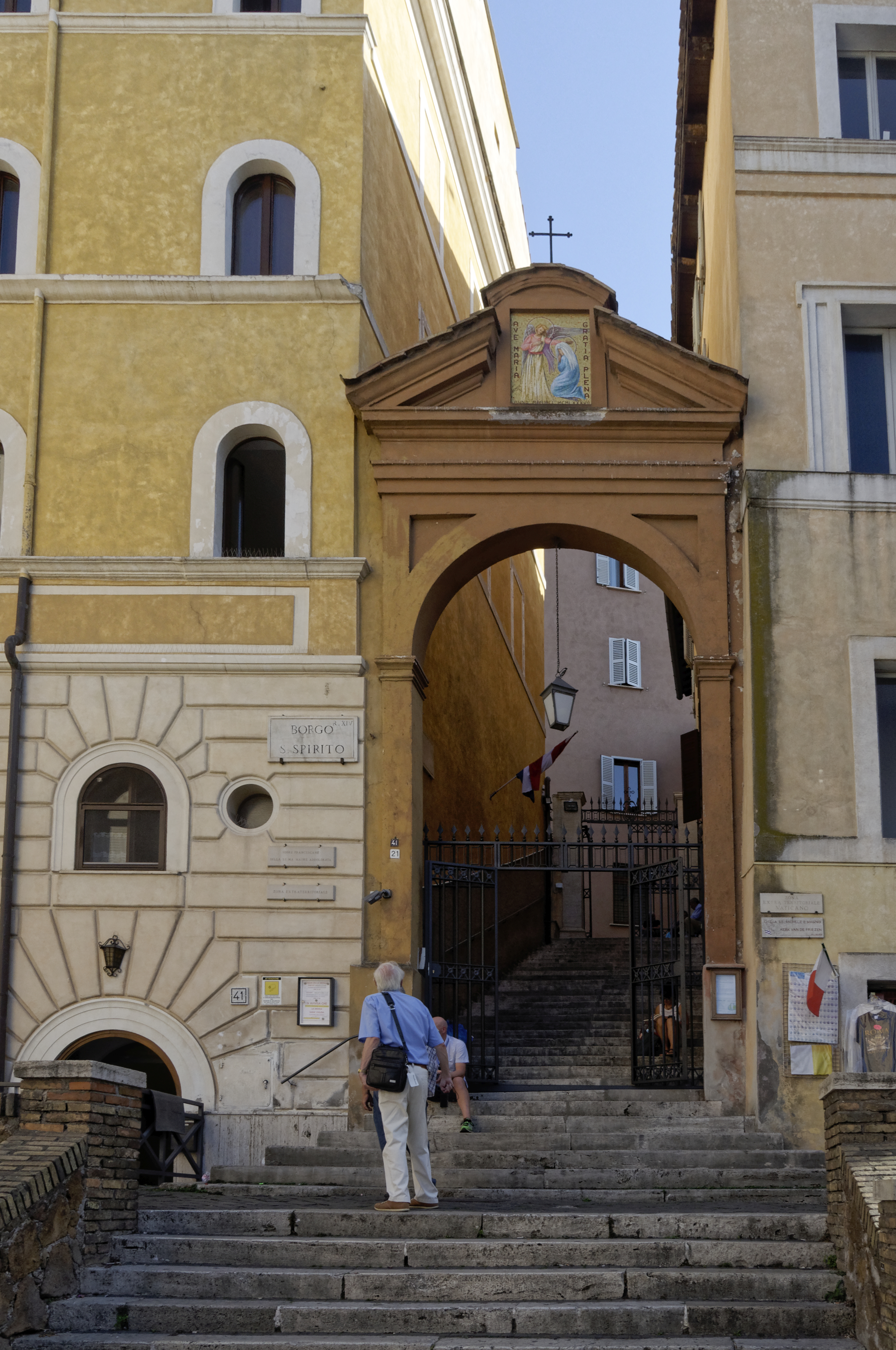
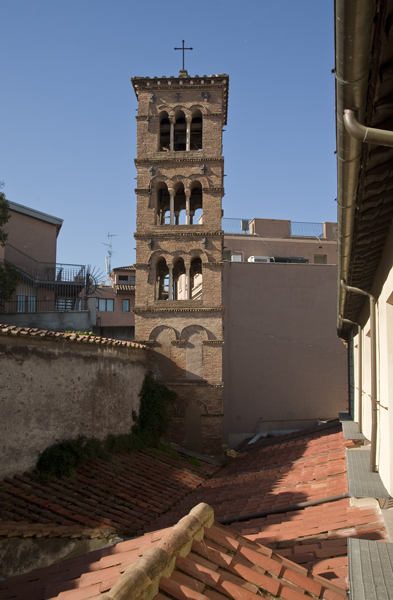